# Plowmania nyctaginoides
Plowmania nyctaginoides là loài thực vật có hoa trong họ Cà. Loài này được (Standl.) Hunz. & Subils miêu tả khoa học đầu tiên năm 1986.